# Étaples-i katonai temető
Az étaples-i katonai temető (Étaples Military Cemetery) egy első világháborús katonai sírkert a franciaországi Étaples közelében. A temetőt Edwin Lutyens és George Hartley Goldsmith tervezte.

## Története
Étaples és környéke fontos szerepet töltött be a brit hadsereg utánpótlásában, valamint a sebesültek ápolásában. A terület távol esett a fronttól, legfeljebb ellenséges repülőgépek tudták megközelíteni, és a rajta átfutó észak-déli vasútvonal jó lehetőséget kínált a harcmezők megközelítésére. 1917-ben százezer katona tartózkodott a tengerparti dűnék között felállított táborokban és a kórházakban. Az egészségügyi részlegek 22 ezer sebesült ápolására voltak alkalmasak. Az első temetést 1917 májusában rendezték. A temetőben 11 553 halottat helyeztek végső nyugalomra.
Az első világháború azonosított hősi halottjai közül 8776 brit, 1143 kanadai, 650 német, 464 ausztrál, 261 új-zélandi, 68 dél-afrikai, 23 indiai és három belga nyugszik a sírkertben. A második világháborúban elesett, azonosított hősi halott közül 74 brit, öt kanadai, egy-egy ausztrál, csehszlovák és új-zélandi volt. A fennmaradó sírokban olyan katonák földi maradványai nyugszanak, akiket nem sikerült azonosítani.
2023 óta az első világháború temetői és emlékhelyei részeként a világörökséghez tartozik.